# 酒店及飲食界功能組別
酒店及飲食界功能組別（英語：Hotels and Catering functional constituency），是立法局功能組別之一，屬於當時的新九組之一，選民包括所有報稱從事酒店業及飲食業的選民。這個組別共有69,592名選民。
酒店及飲食界功能組別在1997年香港主權移交後廢除。
主權移交後，酒店及飲食界並不在第一屆香港立法會中存在。2000年立法會選舉，一個相似的飲食界功能界別成立，但選民僅限於《公眾衞生及市政條例》（第132章）發出的食物業牌照的持有人。而酒店業人士則全數失去功能組別的投票權。

## 歷任議員
| 屆別 | 議員   | 政治聯繫 |
| 1    | 陳榮燦 | 民建聯   |

## 選舉結果
| 政党       | 政党       | 候选人     | 票数   | %      | ± |
| ---------- | ---------- | ---------- | ------ | ------ | - |
|            | 獨立       | 李漢城     | 3,393  | 18.67  |   |
|            | 龍觀社     | 蔣世昌     | 5,176  | 28.48  |   |
|            | 民建聯     | 陳榮燦     | 5,614  | 30.89  |   |
|            | 自由黨     | 張宇人     | 3,991  | 21.96  |   |
| 多数票     | 多数票     | 多数票     | 438    | 2.41   |   |
| 總有效票數 | 總有效票數 | 總有效票數 | 18,174 | 100.00 |   |